# Flugunfall der Air North bei Bronson Creek
Der Flugunfall der Air North bei Bronson Creek ereignete sich am 14. August 1996. An diesem Tag musste eine Douglas DC-4/C-54A-15-DC (F) der Air North, mit der ein Flug vom Bronson Creek Airport zum Flughafen Wrangell durchgeführt werden sollte, aufgrund eines Notfalls in Form eines fortschreitenden Triebwerksbrandes im Iskut River notgewassert werden. Bei dem Zwischenfall kam der Flugkapitän der Maschine ums Leben.

## Flugzeug
Das Flugzeug war eine Douglas DC-4/C-54A-15-DC (F) mit der Werknummer 10389 und der Modellseriennummer 120, die im Jahr 1944 im Werk der Douglas Aircraft Company in Chicago, Illinois endmontiert wurde. Die Maschine war für die United States Army Air Forces (USAAF) gebaut worden und trug die USAAF-Seriennummer 42-72284. Die Erstauslieferung an die USAAF erfolgte am 28. August 1944. 
Nach dem Zweiten Weltkrieg wurde die Maschine als Überbestand der USAAF kategorisiert und an die American Airlines veräußert, die diese in eine zivil nutzbare DC-4 umbauen ließ und die Maschine zum 1. Februar 1946 mit dem neuen, zivilen Luftfahrzeugkennzeichen N90444 zuließ und mit dem neuen Taufnamen Flagship Illinois in Betrieb nahm. Zum 4. Juni 1954 übernahm die US Overseas Airlines die Maschine, welche die DC-4 von 1956 bis zum 29. August 1957 an die Flying Tiger Line verleaste und sie anschließend selbst weiterbetrieb. Ab dem Jahr 1965 gehörte die Maschine zu dem Unternehmen Mercer Enterprises. Im September 1969 wurde die DC-4 mit dem Luftfahrzeugkennzeichen CF-NGI auf die kanadische Great Northern Airways zugelassen, im September 1971 wurde sie auf die Eldorado Aviation umregistriert. Der Aero Traders Western Ltd. gehörte die Maschine ab Juli 1980 an und erhielt bei dieser ihr letztes Kennzeichen C-FGNI. Im Jahr 1986 übernahm die Soundair die Maschine, bei der Air North war diese ab August 1988 im Einsatz. Das viermotorige Langstreckenflugzeug trug den Taufnamen Yukon Trader und war mit vier Sternmotoren des Typs Pratt & Whitney R-2000-7M2 Twin Wasp und Propellern des Typs Hamilton Standard 23E50-473 ausgestattet. Vier Tage vor dem Unfall waren der Vergaser und die Kraftstoffpumpe des Triebwerks Nr. 2 ausgetauscht worden. Bis zum Zeitpunkt des Unfalls hatte die Maschine eine Gesamtbetriebsleistung von 50.754,8 Betriebsstunden absolviert.

## Besatzung und Fracht
Es befand sich eine dreiköpfige Besatzung an Bord, bestehend aus einem Flugkapitän, einem Ersten Offizier und einem Lademeister. Die Besatzung befand sich zum Unfallzeitpunkt bereits fünf Stunden im Dienst und absolvierte den dritten Flug dieses Tages. Der Flugkapitän verfügte über 12.500 Stunden Flugerfahrung, wovon er 1.500 Stunden in der Douglas DC-4 absolviert hatte. Der Erste Offizier verfügte über 2.500 Stunden Flugerfahrung und hatte von diesen 420 Stunden im Cockpit der Douglas DC-4 absolviert. Es befand sich eine Fracht mit einem Gesamtgewicht von 16.600 Pfund an Bord.

## Unfallhergang
Mit der Maschine sollte an dem Tag ein Flug vom Flughafen Bronson Creek, einer entlegenen Örtlichkeit, die für die bis 1999 in Betrieb befindliche Goldmine Snip bekannt war, nach Wrangell in Alaska durchgeführt werden. Nach einem erfolgreichen Start vernahm die Besatzung in einer Höhe von 1.500 Fuß plötzlich ein heulendes Geräusch. Sie aktivierten die Inverter, doch das Problem blieb bestehen. Die elektrischen Anzeigen zeigten daraufhin sprunghaft schwankende Werte an. Im nächsten Augenblick kam es zu Fehlzündungen am Triebwerk Nr. 2 (links innen). Die Besatzung aktivierte daraufhin die Triebwerkslöschanlage, jedoch konnte der Triebwerksbrand damit nicht gelöscht werden. Der Kapitän flog eine Rechtskurve, um zur Landebahn von Bronson Creek zurückzukehren, und sagte, dass das Triebwerk Nr. 2 von der Tragfläche abgerissen sei. Der Kapitän gab maximalen Schub auf den drei verbliebenen Triebwerken, das Flugzeug begann jedoch an Höhe zu verlieren. Beide Piloten hielten die Seitenruder- und Querrudersteuerung voll nach rechts ausgelenkt, um zu verhindern, dass das Flugzeug giert oder nach links rollt. Das Flugzeug vibrierte zu dieser Zeit heftig und die Besatzungsmitglieder konnten weder die Triebwerksanzeigen noch die Fluginstrumente ablesen. Gegen 12 Uhr Ortszeit und etwa 50 Fuß über dem Boden, kurz vor Erreichen des Iskut River, zogen die Piloten die Gashebel auf Leerlauf. Die Maschine sank schnell und die brennende linke Tragfläche streifte einen Baum, als der Rumpf die Oberfläche des Flusses berührte.

## Nach dem Unfall
Die drei Insassen entkamen der brennenden Maschine, der Kapitän und der Erste Offizier durch das rechte Cockpitfenster und der Lademeister durch die Cockpittür. Der Erste Offizier und der Lademeister schwammen ans Ufer. Sie konnten aus Rettungshubschraubern, die in Bronson Creek gestartet und nach 10 Minuten angekommen waren, gesichtet werden. Der Kapitän wurde nach der Notlandung vermisst und konnte auch nach einer zweitägigen Suche flussabwärts nicht gefunden werden. Es wurde vermutet, dass er ertrunken war.

## Unfalluntersuchung
Das Transportation Safety Board of Canada führte nach dem Zwischenfall die Unfalluntersuchung durch. Die Ermittler fanden das abgerissene Triebwerk Nr. 2 samt Propeller in einer Entfernung von 2,3 Seemeilen zur Unfallstelle vor. Teile der ausgebrannten linken Tragfläche und des Triebwerks Nr. 1 konnten ebenfalls geborgen werden. Aufgrund einer starken Strömung des Flusses war es nicht möglich, weitere Wrackteile zu bergen.
Die Untersuchung ergab, dass das Triebwerk Nr. 2 und dessen Brandschott sich von der Tragfläche gelöst hatten, als die aus Aluminium-U-Profilen bestehenden Halterungen hinter dem Brandschott versagten. Diese Alustreben waren noch mit den Stahlbeschlägen verbunden, die an der Motorhalterung des abgetrennten Triebwerks angebracht waren. Die rumpfnahen Aluprofile zeigten ein Schadensbild, das mit einer hohen Hitzeeinwirkung vereinbar war, während die äußeren Streben Anzeichen mechanischer Beanspruchung zeigten.
Die Ermittler kamen zu dem Schluss, dass das Triebwerk Nr. 2 aufgrund eines massiven Triebwerksfeuers von der Tragfläche abgerissen war und dass dieses Ereignis auch Auswirkungen auf den Betrieb des Triebwerks Nr. 1 hatte. Der Besatzung sei daraufhin keine andere Möglichkeit gegeben gewesen, als in dem Fluss notzulanden.